# 8 Batalion Sanitarny
8 Batalion Sanitarny (8 bsan.) – pododdział służby zdrowia Wojska Polskiego.

## Historia batalionu
8 batalion sanitarny został sformowany w 1922 roku w Toruniu na bazie zlikwidowanej kadry kompanii zapasowej sanitarnej nr 8. Pododdział był okręgową instytucją służby zdrowia podległą bezpośrednio szefowi sanitarnemu Dowództwa Okręgu Korpusu Nr VIII oraz jednostką ewidencyjną dla wszystkich oficerów i szeregowych pełniących służbę w formacjach sanitarnych i liniowych OK VIII, w tym w 8 Szpitalu Okręgowym w Toruniu oraz w szpitalach rejonowych Bydgoszcz, Grudziądz i Włocławek. Ponadto batalion wypełniał funkcje szkoleniowe oraz mobilizacyjne.
27 sierpnia 1922 roku na terenie koszar Sowińskiego dowódca Okręgu Korpusu Nr VIII gen. dyw. Zygmunt Zieliński odsłonił pomnik „Dnia krwi i chwały”. Na jednej ze stron pomnika umieszczono napis: „Pamięci bitwy pod Grochowem 25 lutego 1831 roku, Generałowi Sztab-Lekarzowi Karolowi Kaczkowskiemu i 3-cim batalionom 19 i 20 pułków piechoty. W dniu utworzenia baonów sanitarnych – Oficerowie i szeregowi sanitarnego Baonu Nr. VIII. Dn. 19.VI.20”. Po nabożeństwie i odsłonięciu pomnika odbyła się defilada batalionu, a po niej pokaz służby sanitarnej w polu i zawody sportowe.
W czerwcu 1926 roku jednostka została skadrowana i przemianowana na kadrę 8 batalionu sanitarnego. W 1928 roku w Kadrze 8 bsan. służbę pełniło tylko dwóch oficerów administracyjnych: kpt. Ignacy Jakub Brózda (komendant) i por. Alojzy Merchut (oficer ewidencji materiałowej).
Z dniem 1 lipca 1931 roku minister spraw wojskowych wcielił kadrę 8 batalionu sanitarnego, bez zmiany nazwy i zadań, do 8 Szpitala Okręgowego w Toruniu i jednocześnie zwiększył skład osobowy szpitala o skład osobowy kadry. 

## Organizacja batalionu
W skład batalionu wchodziła:
- drużyna dowódcy batalionu,
- trzy kompanie sanitarne,
- kadra batalionu zapasowego,
- warsztat sanitarno-techniczny.

Każda z kompanii sanitarnych składała się z drużyny dowódcy i czterech plutonów. Pluton liczył dwie drużyny po dwie sekcje sanitarne. Dwa plutony z każdej kompanii były wydzielone do służby w szpitalu okręgowym i w szpitalach rejonowych. Szpital okręgowy dysponował trzema plutonami, a każdy z trzech szpitali rejonowych – jednym plutonem obsługi sanitarnej.

## Żołnierze
Dowódcy kompanii, batalionu i komendanci kadry
- ppłk lek. Stefan Ożegowski (od XII 1921[7])
- ppłk lek. Zygmunt Gilewicz (1922[8] – XI 1925 → komendant 8 Szpitala Okręgowego)
- mjr lek. Nikodem Butrymowicz (XI 1925[9] – VI 1926 → referent san.-tech. w 8 Okręgowym Szefostwie Sanitarnym[10])
- kpt. san. Ignacy Jakub Brózda (VI 1926[3] – 1931 → zastępca kwatermistrza 8 Szpitala Okręgowego[11])

Zastępcy dowódcy batalionu
- mjr lek. Nikodem Butrymowicz (1923[8][12] – XI 1925 → dowódca baonu)

Żołnierze batalionu – ofiary zbrodni katyńskiej
Biogramy zamordowanych znajdują się na stronie internetowej Muzeum Katyńskiego
| Nazwisko i imię     | stopień | zawód             | miejsce pracy przed mobilizacją | zamordowany |
| ------------------- | ------- | ----------------- | ------------------------------- | ----------- |
| Kowalczyk Bronisław | chorąży | żołnierz zawodowy |                                 | Katyń       |